# Gabriel Blamo Jubwe
Gabriel Blamo Jubwe (Lagos, 7 settembre 1958) è un arcivescovo cattolico nigeriano, dal 28 febbraio 2024 arcivescovo metropolita di Monrovia.

## Biografia
È nato a Lagos il 7 settembre 1958.

### Formazione e ministero sacerdotale
Completata la formazione presso il seminario maggiore St. Paul di Gbarnga, in Liberia, è stato ordinato presbitero il 18 dicembre 1983. Successivamente ha perfezionato gli studi conseguendo un dottorato in liturgia presso il Pontificio ateneo Sant'Anselmo di Roma.
Ha poi ricoperto diversi incarichi, tra i quali quello di rettore del seminario minore Regina degli Apostoli e del seminario propedeutico Saint Charles Lwanga a Monrovia, dal 1996 al 1999, e del seminario maggiore St. Paul a Gbarnga, dal 2001 al 2007.
Dal 1998 al 2001 è stato segretario generale della Conferenza dei Vescovi Cattolici della Liberia, mentre dal 1999 al 2004 direttore delle Pontificie Opere Missionarie. 
Il 1º ottobre 2021 è stato eletto amministratore diocesano di Monrovia.

### Ministero episcopale
Il 28 febbraio 2024 papa Francesco lo ha nominato arcivescovo metropolita di Monrovia; è succeduto a Lewis Zeigler, precedentemente dimessosi per raggiunti limiti di età. Il 4 maggio seguente ha ricevuto la consacrazione episcopale per imposizione delle mani dell'arcivescovo nunzio apostolico in Liberia Walter Erbì; contestualmente ha preso possesso dell'arcidiocesi.

## Genealogia episcopale
La genealogia episcopale è:
- Cardinale Scipione Rebiba
- Cardinale Giulio Antonio Santori
- Cardinale Girolamo Bernerio
- Arcivescovo Galeazzo Sanvitale
- Cardinale Ludovico Ludovisi
- Cardinale Luigi Caetani
- Cardinale Ulderico Carpegna
- Cardinale Paluzzo Paluzzi Altieri degli Albertoni
- Papa Benedetto XIII
- Papa Benedetto XIV
- Papa Clemente XIII
- Cardinale Bernardino Giraud
- Cardinale Alessandro Mattei
- Cardinale Giacomo Filippo Fransoni
- Cardinale Pietro Francesco Galleffi
- Arcivescovo Antonio Saverio De Luca
- Arcivescovo Gregor Leonhard Andreas von Scherr
- Arcivescovo Friedrich von Schreiber
- Vescovo Franz Joseph von Stein
- Arcivescovo Joseph von Schork
- Vescovo Ferdinand von Schlör
- Arcivescovo Johann Jakob von Hauck
- Vescovo Ludwig Sebastian
- Cardinale Joseph Wendel
- Arcivescovo Josef Schneider
- Vescovo Josef Stangl
- Papa Benedetto XVI
- Cardinale Pietro Parolin
- Arcivescovo Walter Erbì
- Arcivescovo Gabriel Blamo Jubwe